# American Short Line and Regional Railroad Association
American Short Line and Regional Railroad Association (ASLRRA) is een vereniging van regionale en lokale spoorwegmaatschappijen uit Noord-Amerika en is opgericht in maart 1917. 

## Begrippen
Short Line: Lokale spoorweg, zoals gedefinieerd door de AAR, vallen in twee categorieën: 
- Lokale spoorwegen zijn spoorwegmaatschappijen kleiner dan de regionale criteria.
- Switching & Terminal spoorwegmaatschappijen zijn ofwel in handen van twee spoorwegen met als doel de overdracht van goederenwagons tussen de spoorwegmaatschappijen of opereren alleen binnen een voorziening of een groep van voorzieningen.

Regional Railroad: Regionale spoorwegen, zoals gedefinieerd door de Association of American Railroads (AAR), zijn spoorwegen die minstens 350 mijl aan spoor bezitten en een omzet tussen 40 miljoen dollar en de Class I inkomsten drempel hebben.

## Leden
De meeste aangesloten spoorwegmaatschappijen behoren tot de Class II en Class III maatschappijen, en zijn Shortlines of een Regional Railroad.

## Doel
De ASLRRA fungeert als een lobbygroep voor de spoorwegmaatschappijen, die hen vertegenwoordigen voor zowel de wet- als regelgeving.

## Vestiging
De ASLRRA is gevestigd in Washington D.C. en bestaat uit 4 regio's:
- East met 150 leden
- South met 100 leden
- Central met 138 leden
- Pacific met 71 leden